# Herbert Ermert
Herbert Ermert (* 17. Dezember 1936; † 13. Januar 2024) war ein deutscher Dirigent und Pianist.

## Wirken
Nach Ablegen der Dirigentenprüfung und der staatlichen Musiklehrerprüfung war Ermert von 1969 bis 2000 Dirigent des Philharmonischen Chores Siegen, von 1972 bis 1986 Leiter des Rheinpfälzischen Instrumentalensembles in Mainz, von 1976 bis 1990 Dirigent von Chor und Orchester der Bonner Bachgemeinschaft, von 1986 bis 2000 Dirigent der Chorgemeinschaft Zanders in Bergisch Gladbach und von 1991 bis 1995 Leiter der städtischen Musikschule Siegen.
Sein musikalisches Wirken war gekennzeichnet durch eine langjährige Zusammenarbeit als Dirigent mit der Südwestfälischen Philharmonie sowie mit dem Collegium Musicum Siegen.
Das Ergebnis waren zahlreiche Konzerte, Rundfunk- und Fernsehaufnahmen und Schallplattenproduktionen.
Ermert war Gastdirigent zahlreicher Sinfonie- und Chorkonzerte, u. a. beim Royal Philharmonic Orchestra, London; beim Orchestre des Concerts Lamoureux, Paris; beim Orchestre de Radio-Telé, Luxemburg; bei der Philharmonia Hungarica; bei den Stuttgarter Philharmonikern; bei den Münchner Symphonikern; beim Südwestdeutschen Kammerorchester; beim Kurpfälzischen Kammerorchester; bei den Bochumer Symphonikern; beim Westfälischen Sinfonieorchester; beim Folkwang Kammerorchester Essen; bei den Lütticher Sinfonikern; bei der Polnischen Kammerphilharmonie Danzig; bei der Rheinischen Philharmonie Koblenz; beim Philharmonischen Chor Tel Aviv und beim Hasting Chamber Choir.
Ermert hatte mit seinen Chören und Orchestern Auftritte u. a. in London, Paris, Berlin, Köln und Bonn. Er hatte Gastspiele auf internationalen Festspielen in Deutschland (Beethovenfest Bonn), Frankreich, Belgien, Italien, Dänemark, Schweiz, Litauen u. v. a. Orten, die zum Teil von Hörfunk und Fernsehen aufgenommen wurden.

## Diskografie
Bei den nachfolgenden Produktionen hatte Ermert die Leitung:
- Cherubini: Requiem / Bruckner: Requiem. Aulos 2006 (CD)
- Gesänge aus der Synagoge. Vol. 1. Koch International 1994 (CD)

## Auszeichnungen
- Gregor-Wolf-Preis
- 1991 Bundesverdienstkreuz am Bande für seine Verdienste als Musikbotschafter im europäischen Ausland, vor allem mit dem Bachchor Bonn und dem Bachorchester der damaligen Bundeshauptstadt Bonn